# Краљ
Краљ (монарх) је титула владарског сталежа чији назив потиче из грчке речи  ( — „један“ и ρχων — „вођа, владар, шеф“) и од латинске речи  ( — „један“ и arch — „владар“). Област којом краљ влада назива се краљевина, такође се назива и монархија. Женски род од краља је краљица. По рангу била је одмах испод императорских и високих краљевских титула.

## Преношење власти
Краљ је наследна титула, тј преноси се крвним сродством. Најчешће се преноси са оца на сина. Право на ову титулу се полаже по рођењу и наследнику се даје титула престолонаследник, синови краља називају се принчеви, а кћери принцезе. Крвним наслеђивањем краљева граде се династије. 

## Типови краљевина
Краљевине можемо поделити на две основне групе:
- уставне монархије
- апсолутне монархије

Код апсолутних монархија краљ има неограничену власт. Оне су данас ретке. Са друге стране код уставних или парламентарних монархија краљ дели власт са парламентом који бира народ док је краљ наследан.